# Hyloxalus toachi
Hyloxalus toachi es una especie de anfibio anuro de la familia Dendrobatidae.

## Distribución geográfica
Esta especie es endémica del noroeste de Ecuador. Habita entre los 200 y 1410 m de altitud en la vertiente occidental de la Cordillera Occidental.

## Descripción
Los machos miden de 18 a 23 mm y las hembras de 25 a 28 mm.

## Etimología
Esta especie lleva el nombre en honor a los nativos americanos Toachi. 

## Publicación original
- Coloma, 1995 : Ecuadorian frogs of the genus Colostethus (Anura: Dendrobatidae). University of Kansas Natural History Museum Miscellaneous Publication, n.º 87, p. 1-72[6]